# おいでやすこが
おいでやすこがとは、吉本興業東京本社（東京吉本）に所属するピン芸人のおいでやす小田とこがけんの2人がタッグを組んだユニットを示す名称。2人ともピン芸人であり、正式なコンビではない。

## メンバー
おいでやす小田（おいでやすおだ　1978年7月25日 - ）（46歳）
京都府京都市出身。
身長173 cm。体重56 kg。血液型A型。
本名は、小田 芳裕（おだ よしひろ）。
ツッコミ担当。立ち位置は向かって右。

こがけん（1979年2月14日 - ）（46歳）
福岡県久留米市出身。
身長178 cm。体重60 kg。血液型A型。
本名は、古賀 憲太郎（こが けんたろう）。
ボケ担当。立ち位置は向かって左。

## 来歴
2019年8月11日に大宮ラクーンよしもと劇場で行われた「大宮ツッコミNo.1選手権　第1回グランドチャンピオン大会」のくじ引きにて即席コンビを組んだところ相性が良く、それをきっかけに、小田の妻からの提案もあり同年のM-1グランプリ2019に出場。
翌2020年に、M-1グランプリ決勝に進出。ファーストラウンドでは5番目に登場し、「658点」を獲得して1位通過で最終決戦へ進出。準優勝となった。
直前にR-1ぐらんぷりの突然の大会規約改訂のため長年ファイナリストに進出し優勝が期待されていたにもかかわらず同大会に出場できなくなっていた悲劇も重なり、話題と注目を集める。自身の名前が売れるならR-1ぐらんぷりでだと考えていたため、M-1グランプリで準優勝して注目されるとは思ってもみなかったことだという。
かつてはユニットとしての宣材写真がなかったが、テレビ番組の企画でユニットとしての宣材写真を撮影し、以後、公式の場で使用している。

## 芸風
漫才、コント共に行う。こがけんの言葉遊びをメロディーに乗せた歌ボケとおいでやす小田のパワフルなツッコミという、ピンネタでも活かされている個性を漫才にも取り入れている。ネタ作りにあたっては「ピン芸とピン芸の融合」という意識で取り組んでおり、まず歌ネタの部分をこがけんが作り、それに小田がツッコミを考える方式で、一緒に作っている。設定をどうするか、いかに歌のパートに自然に入るかなどを、ネタ作りの上で気遣っているという。

## 影響・評価
- 2021年、キングオブコントの規定改定が行われ「即席ユニットの出場」が認められた。その改訂のきっかけは、積極的に各メディアでピン芸人同士の即席ユニットの出場を訴え、大会運営に問い合わせを行なっていたおいでやす小田の働きかけによるものではないかと話題になった[10]。なお、キングオブコント2022では最高の人間がピン芸人同士のユニットとして初の決勝進出を果たした。
- R-1ぐらんぷり優勝者であり、自身も即席ユニットでのM-1出場経験を持つあべこうじは、「これまでピン芸人たちは、キングオブコントはコンビ歴がなくては出場できず挑戦ができないにしても、M-1も行っても3回戦まででお祭りに参加できる程度だろうと考えていた。それが地力あるピン芸人ならきちんとM-1決勝戦まで行き戦えると証明した」「これまではM-1で注目されたコンビ芸人がR-1に出場しピンとしても実力を証明し売れていった。逆のR-1の実力者がユニットを組んでM-1で売れる可能性があることを示しピン芸人に希望を与えた」と評価した[11]。
- レイザーラモンRGは「芸人に本当に夢を見せてくれたふたり」と評価しライブ『次のおいでやすこがを探す会』を主催した他、テレビ番組『中居正広の金曜日のスマイルたちへ』に出演した際にも「芸人の『諦めなくてよかった』を一番体現しているふたり。面白くて苦労してずっとネタ作り続けてきた奴にはこんな夢が待ってるぞというのをもっと見せて欲しい」と語った。

## 賞レース戦歴

### M-1グランプリ
2021年大会（第17回）以降は不参加。
| 年度（回）       | 結果      | No.  | 備考 |
| ---------------- | --------- | ---- | --- |
| 2019年（第15回） | 3回戦進出 | 2994 | |
| 2020年（第16回） | 決勝2位   | 2178 | 決勝キャッチフレーズ「個性と技のハーモニー」 ユニットコンビとして初の決勝進出 ファーストラウンド1位通過 |

### その他
- 2021年 キングオブコント2021 準決勝進出

## 出囃子
カルメラ「ロックンロール・キャバレー」 - 旧R-1ぐらんぷりにて出番直前に流れる芸人紹介VTRで使用されていた曲

## 出演
※ユニットで不定期出演番組も2023年8月ごろから個人での出演が増えている。

### テレビ
- 坂上&指原のつぶれない店（TBSテレビ、不定期出演）
- ラヴィット!（TBSテレビ、水曜「ラヴィット!ランキング」内コーナー「ラヴィット!暮らしのキッチン便り」担当）
- カズレーザーと学ぶ。（日本テレビ、不定期出演）
- Eテレ0655（NHK Eテレ、2023年1月 - ）「勇者うさの大冒険」歌唱

### Web配信
- ファイナリスト全員集合！R-1グランプリ大反省会SP（U-NEXT、2021年3月7日）
- おいでやすこが様をうまてなし! 〜さがけいば50周年〜（Youtube、2022年4月1日 - 2022年5月6日）
  - 配信から一年後の2023年4月、第60回ギャラクシー賞のCM部門入賞作品に選定された[15]。

### ラジオ
- おいでやすこがのおい!マイガー!（2020年4月2日 - 2021年1月21日、こまえエフエム）
  - 経験を積むため無償で番組を持っていたが、M-1準優勝に伴う2人の多忙により話し合いの上終了となった[16]。その後、『出没!アド街ック天国』（2021年7月10日放送）にて当時の様子が紹介された。
- 芸人お試しラジオ「デドコロ」（2021年2月 - 3月、火曜会）[17]
- TOKYO SPEAKEASY（2021年2月15日、TOKYO FM）
- おいでやすこがの華!?（2021年2月28日、 ABCラジオ）
- おいでやすこがの“怒怒怒楽”（2023年5月5日・8月16日・12月29日、NHKラジオ）

### CM・キャンペーン
- プロミス「パッとピッと漫才」「パッとピッとしりとり」（2021年）　WebCM
- 東京ガス「なんやねんその曲！」（2021年） 　WebCM
- 日本コカ・コーラ「紅茶花伝 無糖ストレートティー」（2021年）　新発売記念PRイベント[18]
- 映画『ミナリ』　PRイベント[19]
- 映画『ジェントルメン』　PR・論評[20]
- 映画『ザ・スーサイド・スクワッド “極”悪党、集結』　PRイベント[21]
- ロート製薬「おあずけ！ロート」（2021年）　WebCM[22]
- 髙山質店（2023年 - ）

## ライブ

### 単独ライブ
- 2020年2月28日 - おいでやす小田×こがけんLIVE「大阪初でおい！マイガー」（大阪・十三シアターセブン）
- 2021年2月17日 - おいでやすこがLIVE「大阪おい！マイガーepisode2」（大阪・十三シアターセブン）
- 2021年6月17日 - 「オイ・マイガー －コント編－」（東京・よしもと有楽町シアター）

### レギュラー出演ライブ
- 2020年8月24日から月1定期開催  - 「活弁でGO！」（東京・よしもと有楽町シアター）
  - 活動写真弁士の片岡一郎が主催する無声映画に芸人が活弁を行うライブ。おいでやす小田が京都国際映画祭に出演した縁により東京定期公演初回からMCとして参加し、その後は映画をこよなく愛するこがけんも加わり、共にレギュラーとして毎月参加している。

### 企画ライブ
東京・ルミネtheよしもと
- 2021年2月6日 - おいでやす小田で遊ぼう特別編「おいでやすこがで遊ぼう」
- 2021年3月3日 - 「次のおいでやすこがを探す会」
  - このライブをきっかけに元えんにちのアイパー滝沢と元トンファーのりゅーじが新コンビ「チャッピー。」を結成した。

- 2021年5月2日 - 「おいでやすこがVSとにかく明るい安村&BKB」
- 2021年5月14日 - 「RGがあるあるを歌い続けこがけんがどんな曲も洋楽ロック風に歌い続けるのをおいでやす小田にツッコまれ続ける会」

東京・ヨシモト∞ホール
- 2021年7月27日 - 「目指せ!おいでやすこが！R-1卒業芸人のユニット組んでみるライブ」

千葉・よしもと幕張イオンモール劇場
- 2021年4月17日 - トークライブ「ボクたち おいこが！」
- 2021年6月20日 - トークライブ「ボクたち おいこが！」
- 2021年8月1日 - トークライブ「ボクたち おいこが！」

大阪・COOL JAPAN PARK OSAKA
- 2021年8月15日 - 「おいでやすこがで遊ぼうin森ノ宮TTホール」

福岡・よしもと福岡 大和証券/CONNECT劇場
- 2021年5月23日 - 「おいでやすこが博多ライブ」
- 2021年8月18日 - 「おいでやすこが博多ライブ」

### ゲスト出演
- 2021年4月24日 - 「シブヤデアイマショウ」（東京・Bunkamura・シアターコクーン）
- 2021年7月3日 - 「狂宴御芸 vol.2 〜大阪夏の笑宴〜」（大阪・大槻能楽堂）
- 2021年7月11日 - 「間寛平 芸能生活50周年+1 記念ツアー『いくつになってもあまえんぼう』」（高知・高知市文化プラザかるぽーと）
- 2021年7月22日 - 「笑い飯の漫才天国〜結成20+1周年記念ツアー〜」（北海道・札幌市民ホール）
- 2021年9月26日 - 「Warai Mirai Fes 2021 〜Road to EXPO 2025〜」（大阪・万博記念公園お祭り広場）